# Kalladaikurichi
Kalladaikurichi é uma panchayat (vila) no distrito de Tirunelveli, no estado indiano de Tamil Nadu.

## Demografia
Segundo o censo de 2001,  Kalladaikurichi  tinha uma população de 25,710 habitantes. Os indivíduos do sexo masculino constituem 49% da população e os do sexo feminino 51%. Kalladaikurichi tem uma taxa de literacia de 78%, superior à média nacional de 59.5%: a literacia no sexo masculino é de 86% e no sexo feminino é de 71%. Em Kalladaikurichi, 9% da população está abaixo dos 6 anos de idade.